# غوردون مالون
غوردون مالون (17 يوليو 1974 بنيويورك في الولايات المتحدة - ) (بالإنجليزية: Gordon Malone)‏ هو لاعب كرة سلة أمريكي في مركز هجوم قوي الجسم. لعب مع هارلم غلوبتروترز.

## وصلات خارجية
- غوردون مالون على موقع سبورتس رفرنس (الإنجليزية)
- غوردون مالون على موقع كرة السلة الأوروبية.كوم (الإنجليزية)
- غوردون مالون على موقع كلية كرة السلة في سبورتس رفرنس.كوم (الإنجليزية)
- غوردون مالون على موقع ريلجم (الإنجليزية)
- غوردون مالون على موقع بروبوليرز (الإنجليزية)